# Aiglepierre
Aiglepierre és un municipi francès situat al departament del Jura i a la regió de Borgonya - Franc Comtat. L'any 2007 tenia 405 habitants.

## Demografia

### Població
El 2007 la població de fet d'Aiglepierre era de 405 persones. Hi havia 150 famílies de les quals 32 eren unipersonals (8 homes vivint sols i 24 dones vivint soles), 47 parelles sense fills, 67 parelles amb fills i 4 famílies monoparentals amb fills.
La població ha evolucionat segons el següent gràfic:
Habitants censats

### Habitatges
El 2007 hi havia 185 habitatges, 153 eren l'habitatge principal de la família, 16 eren segones residències i 16 estaven desocupats. 161 eren cases i 24 eren apartaments. Dels 153 habitatges principals, 122 estaven ocupats pels seus propietaris, 28 estaven llogats i ocupats pels llogaters i 3 estaven cedits a títol gratuït; 2 tenien dues cambres, 19 en tenien tres, 34 en tenien quatre i 98 en tenien cinc o més. 121 habitatges disposaven pel capbaix d'una plaça de pàrquing. A 59 habitatges hi havia un automòbil i a 84 n'hi havia dos o més.

### Piràmide de població
La piràmide de població per edats i sexe el 2009 era:
| Homes | Edats   | Dones |
| ----- | ------- | ----- |
| 0     | 95 o +  | 0     |
| 0     | 90 a 94 | 0     |
| 0     | 85 a 89 | 8     |
| 4     | 80 a 84 | 4     |
| 4     | 75 a 79 | 12    |
| 0     | 70 a 74 | 4     |
| 4     | 65 a 69 | 8     |
| 8     | 60 a 64 | 8     |
| 16    | 55 a 59 | 4     |
| 20    | 50 a 54 | 12    |
| 24    | 45 a 49 | 8     |
| 4     | 40 a 44 | 20    |
| 12    | 35 a 39 | 20    |
| 4     | 30 a 34 | 0     |
| 16    | 25 a 29 | 4     |
| 24    | 20 a 24 | 16    |
| 16    | 15 a 19 | 8     |
| 16    | 10 a 14 | 12    |
| 20    | 5 a 9   | 8     |
| 8     | 0 a 4   | 0     |

## Economia
El 2007 la població en edat de treballar era de 271 persones, 202 eren actives i 69 eren inactives. De les 202 persones actives 194 estaven ocupades (102 homes i 92 dones) i 8 estaven aturades (5 homes i 3 dones). De les 69 persones inactives 25 estaven jubilades, 23 estaven estudiant i 21 estaven classificades com a «altres inactius».

### Ingressos
El 2009 a Aiglepierre hi havia 164 unitats fiscals que integraven 449 persones, la mediana anual d'ingressos fiscals per persona era de 18.549 €.

### Activitats econòmiques
Dels 13 establiments que hi havia el 2007, 1 era d'una empresa de fabricació d'altres productes industrials, 9 d'empreses de construcció i 3 d'empreses de comerç i reparació d'automòbils.
Dels 8 establiments de servei als particulars que hi havia el 2009, 1 era un taller de reparació d'automòbils i de material agrícola, 1 paleta, 2 guixaires pintors, 1 fusteria i 3 electricistes.
L'any 2000 a Aiglepierre hi havia 15 explotacions agrícoles que ocupaven un total de 200 hectàrees.

## Equipaments sanitaris i escolars
El 2009 hi havia una escola elemental integrada dins d'un grup escolar amb les comunes properes formant una escola dispersa.

## Poblacions més properes
El següent diagrama mostra les poblacions més properes.